# 本荘駅
本荘駅（ほんじょうえき）は、福井県あわら市中番にある、えちぜん鉄道三国芦原線の駅である。駅番号はE38。駅舎本屋は国の登録有形文化財に登録されている。

## 歴史
- 1928年（昭和3年）12月30日：三国芦原電鉄の福井口 - 芦原（現在のあわら湯のまち駅）間開業に伴い[4][5]、駅開設[2][3]。
- 1942年（昭和17年）8月1日：三国芦原電鉄が京福電気鉄道（京福）と合併[6]。同社の三国芦原線の駅となる[5]。
- 1967年（昭和42年）4月7日：貨物取扱を廃止[7]。
- 1973年（昭和48年）12月8日：駅業務を委託化[7]。
- 1978年（昭和53年）6月1日：駅業務を廃止、無人化（無人駅）[3][7]。
- 2001年（平成13年）6月24日：京福越前本線で列車正面衝突事故が発生（京福電気鉄道越前本線列車衝突事故）[8]。これに伴う全線運行休止により休業[7][9]。
- 2003年（平成15年）
  - 2月1日：京福がえちぜん鉄道に駅施設を譲渡[9]。同社の三国芦原線の駅となる[3]。
  - 8月10日：三国芦原線の西長田（現在の西長田ゆりの里駅） - 三国港間の運行再開に伴い、営業再開[3][9]。
- 2011年（平成23年）7月25日：駅舎が国の登録有形文化財として登録される[1]。

## 駅構造

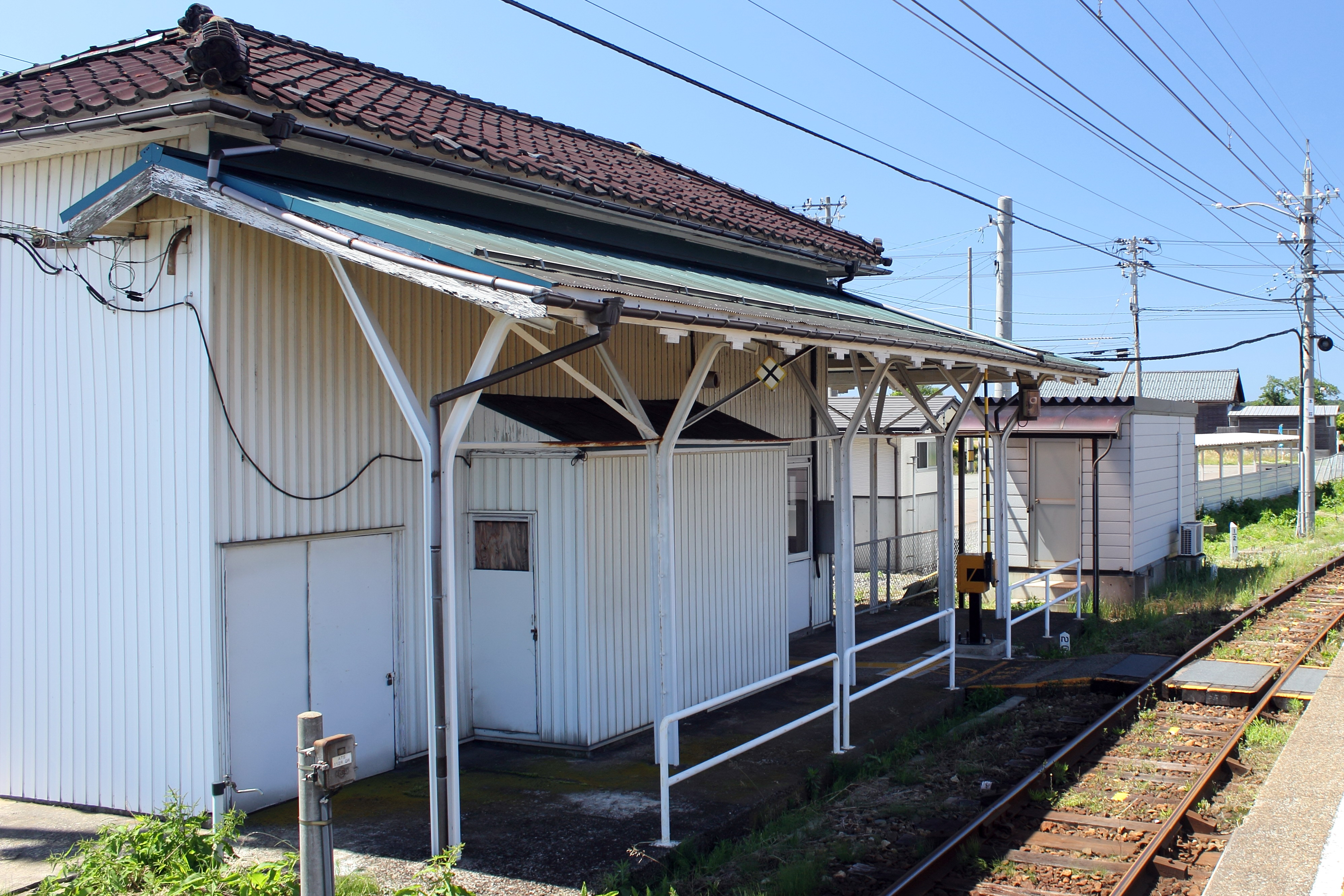
古レールで作られた庇

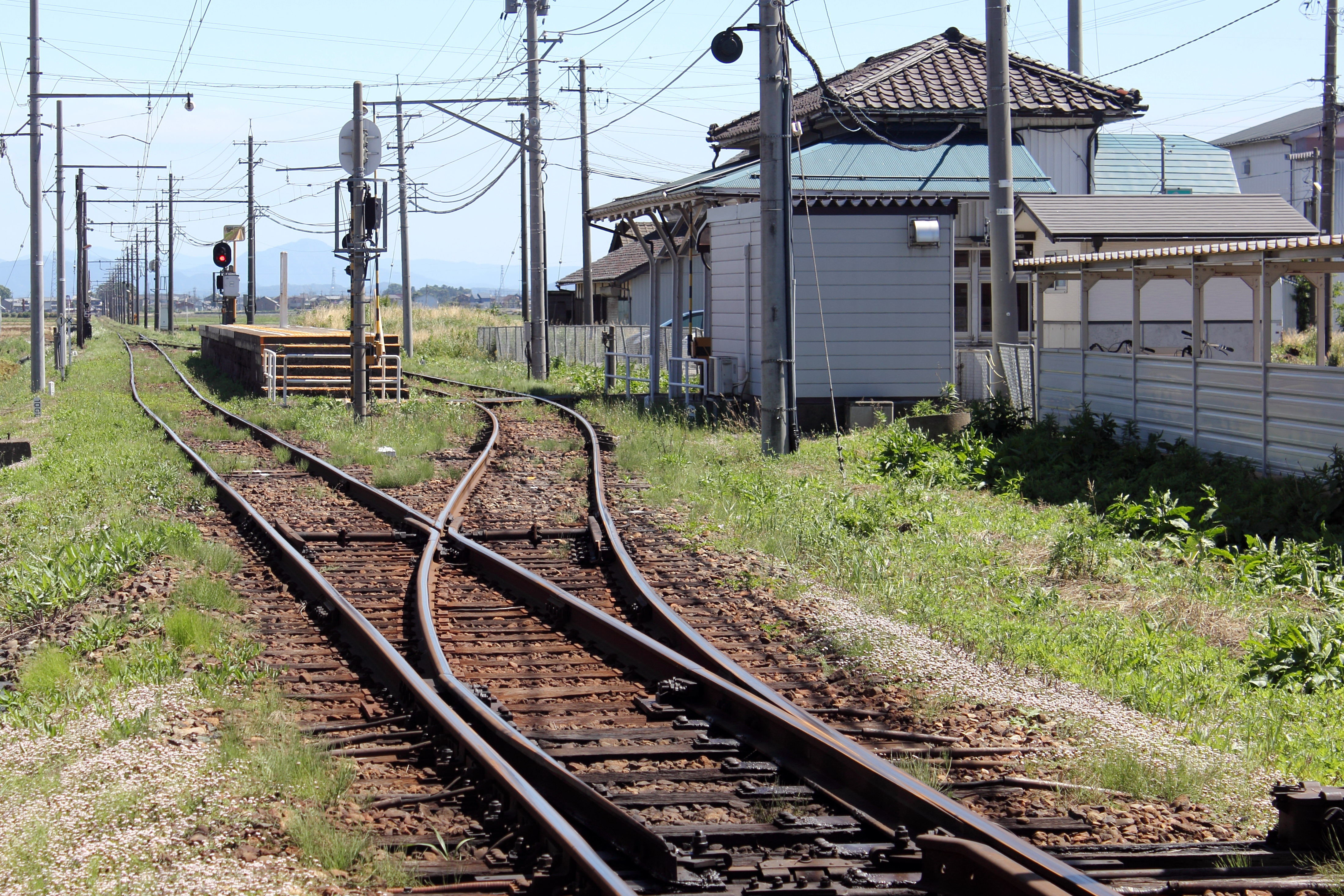
ホーム

島式ホーム1面2線を有する地上駅で無人駅である。列車交換は可能であるが実施していない。駅舎とは構内踏切で連絡している。
開業当初からの木造駅舎が現在も使用されており、庇の支柱には古レールが使用されている。
| のりば | 路線        | 方向 | 行先                                    |
| ------ | ----------- | ---- | --------------------------------------- |
| 駅舎側 | ■三国芦原線 | 下り | みくに方面 (あわら湯のまち・三国港方面) |
| 反対側 | ■三国芦原線 | 上り | ふくい方面 (福井方面)                   |

## 利用状況
1日の平均乗降人員は以下のとおりである。
| 乗降人員推移 | 乗降人員推移 |
| 年度         | 1日平均人数  |
| ------------ | ------------ |
| 2011年       | 109          |
| 2012年       | 122          |
| 2013年       | 117          |
| 2014年       | 115          |
| 2015年       | 102          |
| 2016年       | 100          |
| 2017年       | 103          |
| 2018年       | 107          |

## 駅周辺
駅前を中心に若干の集落がある以外は水田が広がる。
- 京福バス（路線バス）・ケイカン交通（乗合タクシー） 本荘駅前バス停留所
  - 金津・本荘線 芦原温泉駅行き、三国駅行き
- あわら市本荘小学校

## 隣の駅
えちぜん鉄道
■三国芦原線
□快速（上りのみ）・■普通
大関駅 (E37) - 本荘駅 (E38) - 番田駅 (E39)